# San Piero Patti
San Piero Patti es una localidad italiana de la provincia de Mesina, región de Sicilia, con 3.237 habitantes.

Ubicación de la ciudad de San Piero Patti dentro de la provincia de Mesina.

## Evolución demográfica
| Gráfica de evolución demográfica de San Piero Patti entre 1861 y 2001 |
|                                                                       |
| Fuente ISTAT - Elaboración gráfica por parte de Wikipedia             |